# Посёлок Ядровского лесничества
Посёлок Ядровского лесничества — населённый пункт в городском округе Шаховская Московской области России.
Расположен примерно в 7 км к северо-западу от районного центра — посёлка городского типа Шаховская, у истоков реки Шерстни, впадающей в Лобь (бассейн Иваньковского водохранилища). Соседние населённые пункты — деревни Ядрово, Московкино и Гордино. Связан автобусным сообщением с центром округа.
1994—2006 гг. — посёлок Судисловского сельского округа Шаховского района.
2006—2015 гг. — посёлок сельского поселения Раменское Шаховского района.
2015 — н. в. — посёлок городского округа Шаховская Московской области.

## Население
| 1926 | 2002 | 2006 | 2010 |
| ---- | ---- | ---- | ---- |
| 2    | ↗22  | ↗25  | ↘12  |